# Dūngra Chhota
Dūngra Chhota är en ort i Indien.   Den ligger i distriktet Bānswāra och delstaten Rajasthan, i den centrala delen av landet, 700 km söder om huvudstaden New Delhi. Dūngra Chhota ligger 260 meter över havet och antalet invånare är 24 522.
Terrängen runt Dūngra Chhota är platt, och sluttar västerut. Runt Dūngra Chhota är det tätbefolkat, med 308 invånare per kvadratkilometer. Närmaste större samhälle är Jhālod, 18,1 km väster om Dūngra Chhota. Trakten runt Dūngra Chhota består till största delen av jordbruksmark.